# Anouar Ait El Hadj
Anouar Ait El Hadj (en árabe: أَنْوَر آيَت الْحَاجّ‎; Arlon, 20 de abril de 2002) es un futbolista belga de ascendencia marroquí que juega de centrocampista en el Union Saint-Gilloise de la Primera División de Bélgica.

## Selección nacional
Nacido en Bélgica, es de ascendencia marroquí. Es internacional en categorías inferiores con Bélgica.

## Estadísticas

### Clubes
Actualizado al último partido disputado el 7 de noviembre de 2024.
| Club                                  | Div.          | Temporada     | Liga  | Liga  | Copas nacionales | Copas nacionales | Copas internacionales | Copas internacionales | Total | Total |
| Club                                  | Div.          | Temporada     | Part. | Goles | Part.            | Goles            | Part.                 | Goles                 | Part. | Goles |
| ------------------------------------- | ------------- | ------------- | ----- | ----- | ---------------- | ---------------- | --------------------- | --------------------- | ----- | ----- |
| R. S. C. Anderlecht · Bélgica         | 1.ª           | 2019-20       | 2     | 0     | 0                | 0                | ―                     | ―                     | 2     | 0     |
| R. S. C. Anderlecht · Bélgica         | 1.ª           | 2020-21       | 28    | 4     | 3                | 0                | ―                     | ―                     | 31    | 4     |
| R. S. C. Anderlecht · Bélgica         | 1.ª           | 2021-22       | 27    | 2     | 6                | 0                | 2                     | 0                     | 35    | 2     |
| R. S. C. Anderlecht · Bélgica         | 1.ª           | 2022-23       | 3     | 1     | 2                | 0                | 2                     | 0                     | 7     | 1     |
| R. S. C. Anderlecht · Bélgica         | Total club    | Total club    | 60    | 7     | 11               | 0                | 4                     | 0                     | 75    | 7     |
| K. R. C. Genk · Bélgica               | 1.ª           | 2022-23       | 10    | 0     | 0                | 0                | ―                     | ―                     | 10    | 0     |
| K. R. C. Genk · Bélgica               | 1.ª           | 2023-24       | 19    | 4     | 2                | 1                | 6                     | 0                     | 27    | 5     |
| K. R. C. Genk · Bélgica               | Total club    | Total club    | 29    | 4     | 2                | 1                | 6                     | 0                     | 37    | 5     |
| Royale Union Saint-Gilloise · Bélgica | 1.ª           | 2024-25       | 7     | 0     | 1                | 0                | 4                     | 0                     | 12    | 0     |
| Royale Union Saint-Gilloise · Bélgica | Total club    | Total club    | 7     | 0     | 1                | 0                | 4                     | 0                     | 12    | 0     |
| Total carrera                         | Total carrera | Total carrera | 96    | 11    | 14               | 1                | 14                    | 0                     | 124   | 12    |

## Palmarés

### Títulos nacionales
| Título                      | Club                 | País    | Año  |
| --------------------------- | -------------------- | ------- | ---- |
| Supercopa de Bélgica        | Union Saint-Gilloise | Bélgica | 2024 |
| Primera División de Bélgica | Union Saint-Gilloise | Bélgica | 2025 |